# Чарлз Браун
Чарлз Лестер Браун (англ. Charlie Brown; 24 жовтня 1922 — 24 листопада 2008) — пілот ВПС США під час Другої світової війни. Він став відомим тим, що був пілотом B-17F Flying Fortress під назвою Ye Olde Pub, який брав участь в інциденті з Чарлі Брауном і Францом Стіглером.

## Біографія
Народився 24 жовтня 1922 року у Вестоні, Західна Вірджинія, був наймолодшим із шести дітей у родині фермерів, Чарлі з раннього дитинства цікавився авіацією. У 1939 році він пішов на службу в армію США. Після нападу на Перл-Харбор в 1942 році він приєднався до ВПС США.
Після того, як німецький пілот врятував йому життя, він взяв за мету з’ясувати, хто це був, і врешті-решт у 1990-х роках він познайомився з Францом Стіглером, після чого вони залишалися близькими друзями аж до смерті Стіглера в березні 2008 року.